# Trädgårdstider
Trädgårdstider (tidigare Trädgårdstisdag, Trädgårdsmåndag, Trädgårdsonsdag, skapat som Trädgårdsfredag) är ett svenskt trädgårdsprogram.

## Historia
Det sändes tidigare i SVT2, numera i SVT1. Programledare är sedan 2010 Pernilla Månsson Colt och John Taylor. Inredningsstylisten och tidigare modellen Malin Persson tillkom som programledare 2015. Adam Aamann-Christensen ersatte från och med 2024 Tareq Taylor i programmet.
Från och med säsongen 2012 bytte programmet namn till Trädgårdsonsdag från Trädgårdsfredag då programmet bytte sändningstid från fredagar till onsdagar. 2014 sänds programmet under namnet Trädgårdsmåndag, på grund av ny sändningsdag, för att 2015 byta namn till Trädgårdstisdag. Nuvarande namn skapades från och med vårsäsongen 2016.

## Programledare genom åren

### Nuvarande programledare
- Pernilla Månsson Colt (2009–)
- John Taylor (2010–)
- Malin Persson (2015–)
- Adam Aamann-Christensen (2024-)

### Tidigare programledare
- Gustav Mandelmann (2009)
- Marie Mandelmann (2009)
- Tareq Taylor (2009–2023)

## Inspelningsplatser
- Mandelmanns Trädgårdar i Rörum, Skåne (2009)
- Kolonilott i Malmö (2010)
- Gård i närheten av Södra Sandby, Skåne (2011–2017)
- Gård i Lunds kommun, Rögle 202, Södra Sandby, Skåne. Huset byggdes 1986 av kemisten och lantbrukaren Torsten Berlin. När inspelningarna startade hade gården stått övergiven i flera år. (2019-2022)
- Gård i Eslövs kommun. Den fyrlängade gården ägs av Eslövs kommun men används inte till något. (2023-).[6]

## Avsnitt
Fram till hösten 2014 var avsnitten knappt 30 minuter långa. Därefter är de knappt en timme långa.

## Källhänvisningar
1. ↑  "Om Trädgårdsmåndag". Arkiverad 12 april 2014 hämtat från the Wayback Machine. Svt.se. Läst 12 juni 2014.
2. ↑  ”Facebook - SVT”. 13 mars 2015. https://www.facebook.com/svt/videos/vi-har-en-ny-programledare-f%C3%B6r-tr%C3%A4dg%C3%A5rdstisdag-h%C3%A4r-%C3%A4r-hon-malin-persson-tillsamm/873716262670963/?locale=sv_SE. Läst 16 april 2023.
3. ↑  ”HBL i Danmark | Adam Aamann är känd som Smörgåskungen – nu blir han kock i programmet Trädgårdstider”. Hufvudstadsbladet. 21 maj 2023. https://www.hbl.fi/2023-05-21/mot-adam-aamann-nya-tareq-taylor-i-tradgardstider/. Läst 23 maj 2025.
4. ↑  Gittan, informatör (2014-03-04): "Trädgårdsonsdag 2014". Svt.se. Läst 12 juni 2014.
5. ↑  "Trädgårdsmåndag". Arkiverad 12 juni 2014 hämtat från the Wayback Machine. Svt.se. Läst 12 juni 2014.
6. ↑  ”Eslövs kommun - Nyheter”. 22 april 2022. https://eslov.se/nyheter/tradgardstider-flyttar-till-eslov/. Läst 16 april 2023.